# 白石正美
白石 正美（しらいし まさみ、1948年3月22日 - ）は、現代アートギャラリーSCAI THE BATHHOUSE代表取締役。1980年代末から、日本国内における現代美術の認知と、国外へのプロモーションにおいて主導的役割を果たす。多数の国公立美術館にて作品購入評価委員を歴任する。 

## 経歴
1948年東京生まれ。慶應義塾大学文学部美学美術史専攻卒業後、フジテレビギャラリー取締役事業部長を経て、1989年、株式会社白石コンテンポラリーアートを設立。現代美術の企画、売買を行う1989年より3年間、表参道駅前に開かれた東高現代美術館にて副館長を歴任するなかで、「ソル・ルウィット展」「ダニエル・ビュラン展」など国外で高い評価をえるアーティストを紹介するとともに、「遠藤利克」多数の企画展を手がける。また、「三宅一生― プリーツ・プリーズ展」「デビッド・リンチ展」「レンゾ・ピアノ展」では、ファッション、建築、映画など既存の評価軸を通じて、現代アートを紹介する領域横断的なプログラムを他に先駆けて実践する。1992年より、「国際コンテンポラリーアートフェア NICAF YOKOHAMA」の総合プロデュースを手掛け、国内における現代アートマーケット育成と啓蒙の双方を視野にいれた活動を展開。2003年第8回まで開催。
93年7月、東京・谷中に銭湯を改装したギャラリースペースSCAI THE BATHHOUSEを開設。中村政人、村上隆、太郎千恵蔵など若手の日本作家を積極的に取り上げると共に、海外作家ではジェイムズ・リー・バイヤース、ジグマー・ポルケなど他多数話題の展覧会で注目を集める。国内外の公立美術館や個人コレクター、また企業のアートコンサルタント業務を手掛け公共施設へのパブリックアート設置に関わる。2002年に六本木ヒルズにルイーズ・ブルジョワ《ママン》(2002年)、2003年にはテレビ朝日新社屋の宮島達男作品《Counter Void》(2002年)、金沢21世紀美術館に恒久設置されたアニッシュ・カプーアの大作《世界の起源》(2002年)など、市民に親しまれる多くの大型作品を設置。また、李禹煥美術館(2010年〜)、豊島横尾館(2013年〜)の開設に尽力する。
国外マーケットでは、2002年以来世、界最大の国際アートフェアアート・バーゼルに毎年選出され、出展している。アニッシュ・カプーア、ジュリアン・オピー、ダレン・アーモンドなど海外の優れた作家を積極的に紹介するとともに、中西夏之、宮島達男、森万里子など日本を代表する多くの作家を紹介。名和晃平をはじめ若手作家を育成する長期的視野を保ちつつ、幅広い活動を続けてる。
SCAI THE BATHHOUSEでは、200年の歴史を持つ銭湯「柏湯」をギャラリースペースに改築しているが(1993年竣工)、台東区谷中において解体の危機にある歴史的建造物を保存するための活動を、NPO法人たいとう歴史都市研究会と連携し、継続的に行っている。 2008年には、谷中のシンボルとして、地域の方や東京芸大関係者、谷中散策客など、 幅広い層に長年親しまれてきた「カヤバ珈琲店」(推定大正５年)を改装し、経営を再建した。また2015年には、昭和初期の三軒屋を、地域コミュニティの衣食住と芸術文化に関わる複合施設として立て直した「上野桜木あたり」など、街の景観と文化保存についてとりわけ地域産業再建の観点から一貫した援助活動を続けている。
また、東京のアートシーンに次々と浮かび上がる様々な良質なプロジェクトをすくい上げ、実現の場を提供することを目的とした実験スペース「駒込倉庫」(2016年〜)や、倉庫スペースの一角を展示スペースとして改装し、作品保管の現場と展示空間を融合した「SCAI PARK」(2017年〜）など、新たな２つのスペースを開設。歴史的価値をもつ過去作品の問い返しと、新しい価値を生み出す若手作家の活動を双方向に媒介することによって、現代アートのこれからの文脈化に貢献するための持続的支援を開始する。